# Leucania musakensis
Leucania musakensis là một loài bướm đêm trong họ Noctuidae.